# Балинци (Миклеуш)
Балинци су насељено место у саставу општине Миклеуш, у Вировитичко-подравској жупанији, Република Хрватска.

## Историја
До територијалне реорганизације у Хрватској налазили су се у саставу старе општине Подравска Слатина.

## Становништво
На попису становништва 2011. године, Балинци су имали 70 становника.

## Попис 1991.
На попису становништва 1991. године, насељено место Балинци је имало 295 становника, следећег националног састава:
| Попис 1991.‍  | Попис 1991.‍  | Попис 1991.‍ | Попис 1991.‍ | Попис 1991.‍ |
| ------------ | ------------ | ----------- | ----------- | ----------- |
|              |              |             |             |             |
| Хрвати       | Хрвати       |             | 145         | 49,15%      |
| Срби         | Срби         |             | 139         | 47,11%      |
| Југословени  | Југословени  |             | 9           | 3,05%       |
| Муслимани    | Муслимани    |             | 1           | 0,33%       |
| неопредељени | неопредељени |             | 1           | 0,33%       |
| укупно: 295  |              |             |             |             |